# Ecyrus
Ecyrus es un género de escarabajos longicornios de la subfamilia Lamiinae. Fue descrito por John Lawrence LeConte en 1852.

## Especies
- E. albifrons Chemsak y Linsley, 1975
- E. arcuatus Gahan, 1892
- E. ciliatus Chemsak y Linsley, 1975
- E. dasycerus (Say, 1827)
- E. dasycerus floridanus Linsley, 1935
- E. lineicollis Chemsak y Linsley, 1975
- E. pacificus Linsley, 1942